# Garcinia fagraeoides
Garcinia fagraeoides är en tvåhjärtbladig växtart som beskrevs av Auguste Jean Baptiste Chevalier. Garcinia fagraeoides ingår i släktet Garcinia och familjen Clusiaceae. Inga underarter finns listade i Catalogue of Life.